# Vic
Vic este un oraș în Spania în comunitatea Catalonia în provincia Barcelona capitala comarca Osona. În 2006 avea o populație de 38.747 locuitori. Este situat la 130 km de Barcelona.

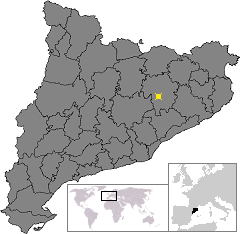
Vic

## Personalități născute aici
- Pau Costa (1672 — 1727), sculptor.

1. ↑  Nomenclátor Geográfico de Municipios y Entidades de Población (20240402 edition)
2. ↑   https://www.naciodigital.cat/osona/noticia/70066/albert-castells-nou-alcalde-vic Lipsește sau este vid: |title= (ajutor)
3. 1 2   http://www.idescat.cat/pub/?id=aec&n=925&t=2016 Lipsește sau este vid: |title= (ajutor)